# Cartílag de Meckel
El cartílag de Meckel és el cos cartilaginós a partir del qual evolucionà el maxil·lar inferior dels vertebrats. Originalment, era l'inferior dels dos cartílags que suportaven el primer arc branquial en els peixos primitius. A poc a poc esdevingué més llarg i fort, i adquirí músculs capaços de tancar la mandíbula en desenvolupament.
En els peixos antics i els peixos cartilaginosos (com ara els taurons, que no són primitius en cap sentit de la paraula), el cartílag de Meckel continuà sent el component principal del maxil·lar inferior. Tanmateix, en les formes adultes dels osteïctis (peixos ossis) i els seus descendents (amfibis, rèptils, ocells i mamífers), el cartílag quedà cobert d'os - tot i que en els seus embrions, la mandíbula es desenvolupa inicialment com a cartílag de Meckel. En tots els tetràpodes, el cartílag s'ossifica parcialment a la vora posterior de la mandíbula, esdevenint l'os articular, que forma part de l'articulació mandibular en tots els tetràpodes tret dels mamífers.